# Hochschule der Bildenden Künste Athen
Die Hochschule der Bildenden Künste Athen (griechisch Ανώτατη Σχολή Καλών Τεχνών Anotati Scholi Kalon Technon, englisch Athens School of Fine Arts, kurz häufig auch ASFA) ist eine führende Hochschule der bildenden Kunst in Griechenland. Sie gliedert sich in zwei Abteilungen: die Abteilung für Bildende Kunst und die Abteilung für Kunsttheorie.
Die Vorgängerin der Hochschule wurde 1837 gegründet und war später jahrzehntelang Teil der Nationalen Technischen Universität. 1910 erlangte sie den Status einer selbstständigen Hochschule. Der alte Campus und die Verwaltung befinden sich in der Odós Patisíon 42. 1992 zogen die meisten Bereiche der Hochschule in den neuen Campus (Odós Pireós 256) in einer ehemaligen Textilfabrik aus den 1950er Jahren um, die für die Kunsthochschule entsprechend umgebaut wurde.

## Ehemalige Professoren und Studenten
- Georgios Iakovidis (1853–1932), Vertreter der Münchener Schule (Professor)
- Spyridon Vikatos (1878–1960), Vertreter der Münchener Schule (Student)
- Oumbertos Argyros (um 1882–1963), Maler des Impressionismus (Professor)
- Georgios Roilos (1867–1928), Maler (Professor)
- Giannoulis Chalepas (1851–1938), Bildhauer des Historismus (Student)
- Christos Kapralos (1909–1993), Bildhauer (Student)
- Telemachos Kanthos (1910–1993), zyprischer Maler (Student)
- Fotis Kontoglou (1895–1965), Vertreter der Generation der 30er-Jahre (Professor)
- Nikos Engonopoulos (1907–1985), Vertreter der Generation der 30er Jahre (Student)
- Giannis Tsarouchis (1910–1989), Vertreter der Generation der 30er Jahre (Student)
- Yannis Moralis (1916–2009), Bildhauer (Professor)
- Alekos Fassianos (1935–2022), Maler und Illustrator
- Jannis Kounellis (1936–2017), Protagonist der Arte Povera (Student)
- Marina Lambraki-Plaka (1939–2022), Kunsthistorikerin und erste Professorin der Hochschule
- Ioanna Filippidou (1953–1999), Bildhauerin (Student)
- Jannis Psychopedis (* 1945), Maler (Professor)